# Atl

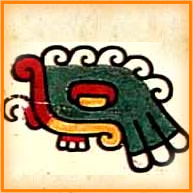
Atl, god van het water

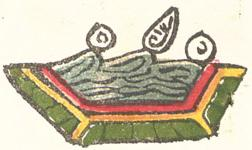
Azteekse dagteken voor Atl (Water), uit de Azteekse kalender

Atl is in de Azteekse mythologie de god van het water.
De naam komt terug in verschillende woorden in het Nahuatl, de taal der Azteken:
- Xocoatl - "bitter water", een Azteekse chocoladedrank. Het woord chocolade is hier van afgeleid.
- Aztlan - "bij het water", is de legendarische woonplaats (eiland) van de voorouders van de Nahua.